# Porcellio scabriusculus
Porcellio scabriusculus är en kräftdjursart som beskrevs av Stanley B. Mulaik 1960. Porcellio scabriusculus ingår i släktet Porcellio och familjen Porcellionidae. Inga underarter finns listade i Catalogue of Life.